# 陰陽路五之一見發財
《陰陽路五之一見發財》是一部1999年香港恐怖鬼片，《陰陽路系列》第五部電影，由邱禮濤執導，飛車指導羅禮賢，古天樂、羅蘭、雷宇揚、吳志雄、關寶慧和黎耀祥主演。

## 劇情簡介
林忠發和他的妻子及兒子搬到了租金不合理地便宜的新住宅。 林忠發儘管已經負債累累，但他仍繼續嗜賭如命。 一天晚上，他發現新家鬧鬼，每次賭博都請鬼魂幫他贏； 作為回報，他承諾將他所有的一半與鬼魂分享。 他很快就後悔自己所做的交易，但為時已晚。 鬼魂要他分享的不僅僅是他的財產，還有他的妻子，甚至是他的壽命。 在別無選擇下，他拋棄了妻子和兒子，獨自坐在鬼魂的搖椅上自焚自殺。

多年後，林忠發的兒子安仔已經長大成人，強不再開車，開辦了自己的私人保安公司。 強聘請安仔作保安員，並指派他在一幢辦公樓上夜班。 一天晚上，安仔和兩個同事遇到了一個幽靈般的老婦人，並最終來到了一個不存在的 14 樓。 在逃離大樓時，安仔看到了他小時候住過的鬧鬼住宅。 其母得知此事，欲陪三人重演其撞鬼時的情況，希望能藉此與亡夫的鬼魂相會。 他們的嘗試成功了；林忠發的鬼魂與家人團聚，家人亦原諒了他，最後安然離開了。 安仔在與父親相遇後也變得更成熟和理智。

## 角色介紹
| 演員   | 角色         | 角色介紹             |
| ------ | ------------ | -------------------- |
| 古天樂 | 林忠發       |                      |
| 雷宇揚 | 飛車強       |                      |
| 黎耀祥 |              |                      |
| 吳志雄 |              |                      |
| 李蕙敏 | 發嫂         |                      |
| 吳毅將 | 惡鬼         |                      |
| 羅蘭   |              |                      |
| 鄧一君 | 安仔         |                      |
| 錢嘉樂 | 大佬B        | 砵蘭街超低B          |
| 黎海珊 | B嫂          |                      |
| 李健仁 | 交通警員鬼魂 |                      |
| 黃紀瑩 | 的士乘客     | 情緒彷彿經常自覺撞鬼 |
| 關寶慧 | 的士乘客     | 假扮女鬼的騙徒       |

## 外部連結
- 香港影庫上《陰陽路五之一見發財》的資料（繁體中文）
- 互联网电影数据库（IMDb）上《陰陽路五之一見發財》的资料（英文）
- 豆瓣电影上《陰陽路五之一見發財》的資料 （简体中文）